# Bitter Root
Bitter Root (« Racines amères ») est une série de bande dessinée fantastique américaine publiée en comic book par Image Comics depuis 2018.
Créée par les scénaristes Chuck Brown et David F. Walker associés au dessinateur Sanford Greene, ce comics engagé met en scène les Sangerye, une famille afro-américaine chassant des monstres dans le Harlem des années 1920,.
Bitter Root connaît un succès public immédiat. En mars 2019, alors que seuls cinq numéros ont été publiés, Legendary Pictures annonce avoir acquis les droits d'adaptation cinématographique de la série ; le projet est officiellement lancé en octobre avec pour producteurs le réalisateur Ryan Coogler, son épouse Zinzi Evans et le scénariste Sev Ohanian (en).
Bitter Root a été nommée au prix Eisner de la meilleure nouvelle série en 2019, avant de remporter celui de la meilleure série l'année suivante ainsi qu'en 2022 (ex æquo avec Something Is Killing the Children).

## Distinctions
- 2020 : prix Eisner de la meilleure série
- 2022 : prix Eisner de la meilleure série (ex æquo avec Something Is Killing the Children)